# Język ulczyjski
Język ulczyjski (olcza) – zagrożony wymarciem język z rodziny tunguskiej, używany w Kraju Chabarowskim w Rosji.
W 1989 r. podano, że ma mniej niż 1000 rodowitych użytkowników (przy czym grupa etniczna liczyła 3200 osób). Według danych z 2010 r. posługuje się nim 150 osób.
Silnie zagrożony wymarciem. Jest wypierany przez język rosyjski.
Rodzima nazwa tego języka to naani.

## Alfabet
Alfabet ulczyjski został wprowadzony w końcu lat 80. XX wieku i od tamtego czasu nie uległ zmianom:
| А а   | (Ā ā) | Б б   | В в | Г г   | Д д   | Д’ д’ | Е е |
| (Ē ē) | Ё ё   | (Ё̄ ё̄) | Ж ж | З з   | И и   | (Ӣ ӣ) | Й й |
| К к   | Л л   | М м   | Н н | Н’ н’ | Ӈ ӈ   | О о   | О̄ о̄ |
| П п   | Р р   | С с   | Т т | У у   | (Ӯ ӯ) | Ф ф   | Х х |
| Ц ц   | Ч ч   | Ш ш   | Щ щ | Ъ ъ   | Ы ы   | Ь ь   | Э э |
| (Э̄ э̄) | Ю ю   | (Ю̄ ю̄) | Я я | (Я̄ я̄) |       |       |     |

W nawiasach zawarto litery nieuwzględnione w alfabecie, ale używane w piśmie.